# Gaasp (vroegere rivier)
De Gaasp was een zijtak van de Lek die ten zuiden van Vianen stroomde. Deze zijtak was een overblijfsel van een prehistorische brede rivier die vanaf Vianen de bovenloop van de Hollandse IJssel volgde en via de Linschoten bij Woerden in de Oude Rijn uitmondde (de zogenaamde Hagesteinstroom). Toen tussen de jaren 300 en 700 de Lek de belangrijkste afvoer van de Nederrijn werd, kreeg die aan de zuidkant in de meanderende bedding van de oude rivier ongeveer tussen Hagestein en Helsdingen een zijtak.
In een oorkonde uit 1288 wordt nog gesproken over de Gaasp als waterloop. In die tijd waren de verbindingen met de Lek al met dammen afgesloten. In het verloop van de huidige Lekdijken is nog te zien hoe deze wat naar binnen buigen op de plaatsen waar deze dammen in de dijk werden opgenomen.
De Gaasp gaf zijn naam ook aan de vroegere nederzetting "Gaaspweerde", ook bekend als Gasperde. In weerwil van de gelijke naam is er verder geen verband met bestaande rivier Gaasp in Noord-Holland.